# 高松市立太田中学校
高松市立太田中学校（たかまつしりつ おおたちゅうがっこう）は、香川県高松市太田下町にある市立中学校。

## 概要
高松市の中部、高松市随一の大都会『太田地区』に位置し、主に地区の南部を校区としている。
県内有数の公立進学中学校の地位を確立している。

## 学校データ
- 生徒数：683人（2020年度）

学校施設（2009年5月1日時点）
- 普通教室：22教室
- 特別教室：15教室
- 校舎面積 : 約6,308m2
- 体育館面積：1,164m2

服装規定
- 制服：あり（通年必用）
- 防寒着：あり（玄関靴箱でカバンにしまう、校内で出さないなどの規定あり）

## 歴史
かつて太田地区には同名の旧・太田中学校が存在したが、1949年（昭和24年）4月に桜町中学校への統合により廃止されている。そして高度経済成長の人口増加により、桜町中学校から校区を分離する形で1982年（昭和57年）4月1日に新・太田中学校が開校した。

### 年表
- 1982年（昭和57年）4月1日 - 開校。
- 1983年（昭和58年）3月14日 - 校歌制定。
- 1989年（平成元年）1月10日 - 給食開始。
- 2004年（平成16年）4月1日 - 高松市立小中学校全校で3学期制を廃して2学期制を導入。

### 全校生徒数の推移
太田中学校の生徒数は近年横ばいか微増傾向である。
- 1999年度：694人
- 2000年度：698人（+4人）
- 2001年度：679人（-19人）
- 2002年度：630人（-49人）
- 2003年度：620人（-10人）
- 2004年度：637人（+17人）
- 2005年度：674人（+37人）
- 2006年度：667人（-7人）
- 2007年度：702人（+35人）
- 2008年度：673人（-29人）
- 2009年度：700人（+27人）
- 2010年度：706人（+6人）
- 2011年度：714人（+8人）
- 2012年度：733人（+19人）
- 2013年度：732人（-1人）
- 2014年度：720人（-12人）
- 2015年度：753人（+33人）
- 2016年度：741人（-12人）
- 2017年度：722人（-19人）
- 2018年度：682人（-40人）
- 2019年度：684人（+2人）
- 2020年度：683人（-1人）
- 2021年度：692人（+9人）

## 教育目標
- 豊かな心をもち、たくましく生きる生徒の育成

生徒像
- 正しく判断し、主体的に行動できる生徒
- 自ら学ぶ意欲と実践力をもつ生徒
- 自他の生命と人権を尊重する生徒
- 夢に向かってチャレンジし、自らの進路を選択できる生徒

## 通学区域
通学区域は高松市太田地区の一部。同地区の南部にあたる。
- 高松市
  - 太田上町
  - 太田下町
  - 三条町1番地～60番地、72番地～313番地、527番地1、528番地、531番地、532番地
  - 伏石町707番地～743番地、838番地2・6、839番地2・4、842番地～985番地、1045番地～1088番地、2055番地～2077番地、2087番地～2090番地、2108番地～2112番地、2124番地～2127番地

## 進学前小学校
- 高松市立太田小学校 : 進学先が住所によって当中学校と桜町中学校に分かれている。
- 高松市立太田南小学校
- 高松市立鶴尾小学校 : 全域であるが、当中学校の他にも選択可能な学校あり。

## 校区内の主な施設
- 国道11号高松東バイパス（さぬき夢街道）
- サン・フラワー通り（高松市道朝日町仏生山線）
- ことでん琴平線太田駅
- ことでん琴平線伏石駅
- 高松市役所太田出張所
- 香川県立聾学校
- 聡明塾
- スシロー高松太田店
- 太田池
- 啓心館
- hope
- 宮脇書店

## 交通
- ことでん琴平線太田駅より徒歩16分（0.9km）
- ことでん琴平線 伏石駅より徒歩8分　(0.65km)
- ことでんバス塩江線／徳島西部交通穴吹線 太田下バス停より徒歩4分
- 予讃線 高松駅より徒歩1時間11分　(5.4km)